# 綠共
“綠共”是中華民國臺灣地區的政治用詞，用于称呼民主進步黨及其側翼。其中「绿」指民主進步黨的识别色綠色，「共」指中國共產黨。
將民進黨比作中共，意在指控民進黨有控制言論、打擊異己、宣揚民族主義、利用司法迫害政敵等行爲。

## 運用
2018年中華民國地方公職人員選舉起，此詞纔開始得到廣泛運用，又引申出「白共」（指台灣民眾黨）的說法。「綠共」和「白共」在當時主要運用於网络讨论区。
2025年4月26日，中國國民黨與台灣民眾黨在「反綠共，戰獨裁」遊行中將「反綠共」作為口號。
2025年4月29日，台灣資訊環境研究中心發表研究稱，臺灣各媒體集團在當月發布了四千餘條含「綠共」的文本，其中旺旺中時媒體集團最多，佔比爲27.18%。

## 民進黨的回應
2025年5月11日，民进黨推出网络节目《爸媽叫我不要談政治》，指「绿共」等词是病毒式扩散的政治标籤，並将之与中国共产黨的认知作战相比。擔任主持人的民进黨幕僚艾立认为，他有责任破除这一概念，並期望大众明白共产黨与民进黨相异而与国民黨相类。

## 禁用疑雲
微博平臺對於「綠共」一詞採取管制措施。台灣資訊環境研究中心指，「綠共」「不完全是禁用詞」。2025年4月17日起，陸續有微博博文提及426大遊行之「反綠共」的主題，但27日多數被屏蔽，僅剩部分批評該詞彙的博文。
426大遊行後，軟體工程師杜奕瑾指，「綠共」被中國大陸認定爲「涉嫌妄議中央」，遭禁止使用，甚至在Facebook、PTT上也消失。有網民認爲，這可以證明藍營和白營是中國大陸的「網軍」。然而Facebook等平臺仍能搜索到相关讨论。就此，國民黨發言人楊智伃發表推文譏諷：「聽說青鳥現在很嗨，說沒有人在講綠共了？果然很有綠衛兵的風格。好的，綠共。」
淡江大學外交與國際關係學系榮譽教授趙春山認爲，中國大陸對於藍營的「綠共」標籤「應該不會有過多的反應」。

## 分析
2021年7月1日，《香港01》指，「綠共」一詞反映了中共在臺灣的刻板印象，並認爲的綠營操作手法不但類似，而且是「青出於藍而勝於藍」。
2021年8月29日，「蕪菁雜誌」撰文称，「绿共」一词的使用是「阿Q」式的精神胜利法，使用者明知民进党与中共不同。
2025年4月24日，觀察家賴寇蒂發文稱，國民黨、民众党「猛打『綠共』牌」，是为了塑造民进党政府的集权、独裁的形象，通过指控执政党滥用司法来掩饰自己的违法事实。
2025年4月28日，《旺報》發佈社評，批評國民黨運用「綠共」來攻擊民進黨屬於「邏輯錯亂」和「自我矮化」。社評指，國民黨應該提供與執政的民進黨不同的道路，而不是「和民進黨比賽誰更反共」。台灣資訊環境研究中心認爲此社評与旺中集团先前言论步调不一，「可能受到外力影響」。
2025年4月29日，《台灣好報》發表社論，指責國民黨使用「綠共」一詞是在抬高民進黨的地位，認爲民進黨不配與中共相提並論。
2025年4月30日，中国文学教授林保淳撰文指，「綠共」的標籤反映了臺灣人的盲目反共，這個口號經不起檢驗。评论家陳時奮評論稱，這篇文章是在「打臉」國民黨主席朱立倫。他認為國民黨使用「綠共」一詞是自相矛盾，國民黨只反綠，不反共。